# اتحاد أرمينيا الرياضي

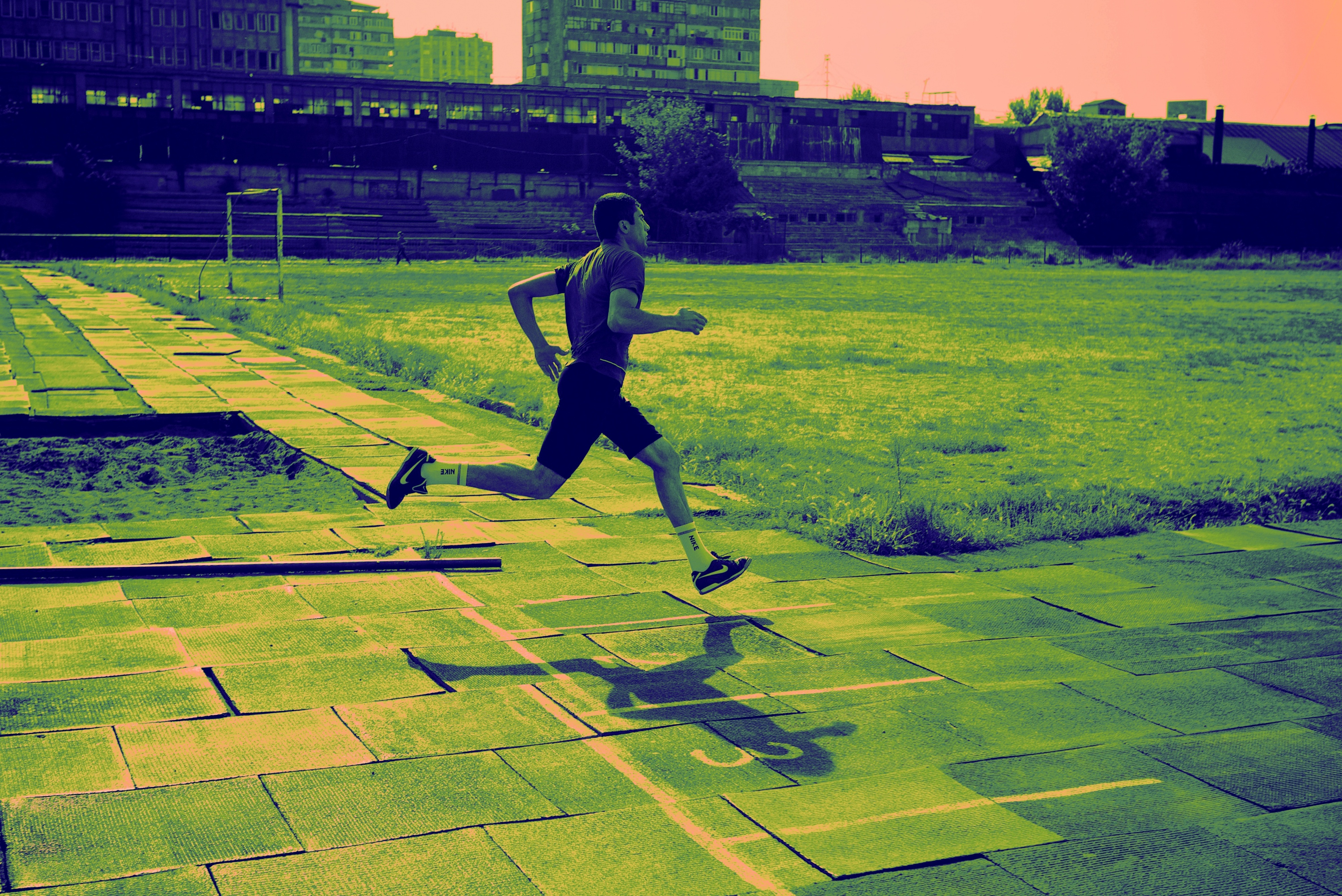
تدريب رياضي في اتحاد أرمينيا الرياضي

اتحاد أرمينيا الرياضي(الأرمينية: Հայաստան Մարզական Միություն)، المعروف سابقاً باسم اتحاد سبارتاك الرياضي (الأرمينية: Սպարտակ Մարզական Միություն) بين عامي 1935 و1999، هو جمعية رياضية ومنظمة في مدينة يريفان، عاصمة أرمينيا. يقع في شارع أغاثانجيلوس في مقاطعة كينترون المركزية بالمدينة.

## التاريخ
تأسست الاتحاد الرياضي سبارتاك من قبل الحكومة السوفياتية في عام 1935، مع تأسيس ملعب التدريب سبارتاك في يريفان. كان هذا أول ملعب لكرة القدم في المدينة وثاني أقدم ملعب في أرمينيا بعد ملعب مدينة غيومري.
خلال الثلاثينيات، تم استخدام ملعب سبارتاك لكرة القدم كمكان لإقامة نادي سبارتاك لكرة القدم الذي تم تأسيسه حديثًا، والذي أصبح يعرف فيما بعد باسم أرارات يريفان.
خلال السنوات السوفيتية، كان يشرف على المجمع لجنة يريفان للثقافة البدنية.ومع ذلك، بعد استقلال أرمينيا، تم ضبط المنظمة في الاتحاد الاجتماعي والرياضي للمنظمات غير الحكومية في عام 1999 وأعيد تسميتها «اتحاد أرمينيا الرياضي».
ويشارك النادي بشكل رئيسي في الرياضات الأولمبية الفردية، بما في ذلك الملاكمة ورفع الأثقال وألعاب القوى والمصارعة والتايكواندو وتنس الطاولة، إلخ. ولديه أرض في الهواء الطلق مع ملعب لكرة القدم (100 × 65 متر)، فضلاً عن مركز تدريب داخلي. في عام 2005، تم تجديد القاعة الداخلية بالكامل من خلال جهود صندوق أرمينيا.